# Gare de Dreuil-lès-Amiens
Gare de Dreuil-lès-Amiens – przystanek kolejowy w Dreuil-lès-Amiens, w departamencie Somma, w regionie Hauts-de-France, we Francji.
Jest przystankiem kolejowym Société nationale des chemins de fer français (SNCF), obsługiwanym przez pociągi TER Picardie i TER Nord-Pas-de-Calais.

## Położenie
Znajduje się na wysokości 32 m n.p.m., na km 137,524 Longueau – Boulogne, pomiędzy stacjami Saint-Roch (Somme) i Ailly-sur-Somme.